# العلاقات الجزائرية السيشلية
العلاقات الجزائرية السيشلية هي العلاقات الثنائية التي تجمع بين الجزائر وسيشل.

## مقارنة بين البلدين
هذه مقارنة عامة ومرجعية للدولتين:
| وجه المقارنة                                              | الجزائر                      | سيشل                                                |
| --------------------------------------------------------- | ---------------------------- | --------------------------------------------------- |
| المساحة (كم2)                                             | 2.38 مليون                   | 459                                                 |
| عدد السكان (نسمة)                                         | 38.81 مليون                  | 95.84 ألف                                           |
| الكثافة السكانية (ن./كم²)                                 | 16.31                        | 20.88 ألف                                           |
| العاصمة                                                   | الجزائر                      | فيكتوريا                                            |
| اللغة الرسمية                                             | اللغة العربية، لغات أمازيغية | لغة فرنسية، لغة إنجليزية، اللغة الكريولية السيشيلية |
| العملة                                                    | دينار جزائري                 | روبية سيشلية                                        |
| الناتج المحلي الإجمالي (بليون دولار)                      | 170.37 مليار                 | 1.49 مليار                                          |
| الناتج المحلي الإجمالي (تعادل القوة الشرائية) بليون دولار | 582.63 مليار                 | 2.54 مليار                                          |
| الناتج المحلي الإجمالي الاسمي للفرد دولار أمريكي          | 4.21 ألف                     | 15.48 ألف                                           |
| الناتج المحلي الإجمالي للفرد دولار أمريكي                 | 14.19 ألف                    | 26.42 ألف                                           |
| مؤشر التنمية البشرية                                      | 0.745                        | 0.772                                               |
| رمز المكالمات الدولي                                      | +213                         | +248                                                |
| رمز الإنترنت                                              | .dz                          | .sc                                                 |
| المنطقة الزمنية                                           | ت ع م+01:00                  | ت ع م+04:00                                         |

## منظمات دولية مشتركة
يشترك البلدان في عضوية مجموعة من المنظمات الدولية، منها:
| علم المنظمة | اسم المنظمة                               | تاريخ انضمام الجزائر | تاريخ انضمام سيشل |
| ----------- | ----------------------------------------- | -------------------- | ----------------- |
|             | يونسكو                                    | 15 أكتوبر 1962       | 18 أكتوبر 1976    |
|             | وكالة ضمان الاستثمار متعدد الأطراف        | 4 يونيو 1996         | 15 سبتمبر 1992    |
|             | الأمم المتحدة                             | 8 أكتوبر 1962        | 21 سبتمبر 1976    |
|             | الفريق المعني برصد الأرض                  | 2005                 | ?                 |
|             | الاتحاد البريدي العالمي                   | ?                    | ?                 |
|             | البنك الدولي للإنشاء والتعمير             | 26 سبتمبر 1963       | 29 سبتمبر 1980    |
|             | الاتحاد الدولي للاتصالات                  | 3 مايو 1963          | 17 سبتمبر 1999    |
|             | منظمة حظر الأسلحة الكيميائية              | ?                    | 29 أبريل 1997     |
|             | مؤسسة التمويل الدولية                     | 23 سبتمبر 1990       | 11 يونيو 1981     |
|             | المركز الدولي لتسوية المنازعات الاستشارية | 22 مارس 1996         | 19 أبريل 1978     |
|             | منظمة الشرطة الجنائية الدولية             | ?                    | 1 سبتمبر 1977     |
|             | الاتحاد الأفريقي                          | 25 مايو 1963         | ?                 |
|             | البنك الإفريقي للتنمية                    | ?                    | ?                 |

## وصلات خارجية
- موقع وزارة الخارجية الجزائرية
- موقع وزارة الخارجية السيشلية